# Neoechinorhynchus cylindratus
Neoechinorhynchus cylindratus är en hakmaskart som först beskrevs av Van Cleave 1913.  Neoechinorhynchus cylindratus ingår i släktet Neoechinorhynchus och familjen Neoechinorhynchidae. Inga underarter finns listade i Catalogue of Life.